# جائحة فيروس كورونا في ساسكاتشوان 2020
جائحة الفيروسات التاجية لعام 2020 في ساسكاتشوان هي جائحة فيروسية مُستمرة منذُ مرض فيروسات التاجية لعام 2019 (COVID-19)، وهو مرض مصنع جديد يسبب متلازمة الالتهاب التنفسي الحاد الوخيم 2 (SARS-CoV-2).
اعتبارًا من 10 أبريل 2020 تم إجراء 17,634 فحص، مع تأكيد 284 حالة، حالة افتراضية واحدة، 136 حالة تعافي، و 3 حالات وفيات في ساسكاتشوان. تم ربط 123 حالة بالسفر خارج المقاطعة، و 103 حالة مرتبطة بالاتصال المجتمعي.
شهدت مدينة ساسكاتون أكثر الحالات المبلغ عنها. تعتبر جائحة الفيروس التاجي في ساسكاتشوان جزءا من وباء الفيروس التاجي لعام 2020 في كندا.
تم إعلان حالة الطوارئ الإقليمية في 18 مارس، وبدأت المُقاطعة في فرض الإغلاق الإلزامي للمنشآت غير الأساسية وخطوط الأعمال خلال الأيام التالية. بحلول أوائل أبريل، بدأ عدد الحالات الجديدة داخل ساسكاتشوان في الانخفاض؛ في 6 أبريل، بدأ عدد حالات الشفاء والتعافي الجديدة يتجاوز عدد حالات الإصابة، والتي بدأت أيضًا في الانخفاض بشكل مطرد. أعلن رئيس الوزراء سكوت مو في 13 أبريل أنه سيبدأ استكشاف إمكانية تخفيف قيود المقاطعة إذا استمرت هذه الحالة.

## خلفية
في 12 يناير 2020، أكدت منظمة الصحة العالمية عن ظهور فيروس كورونا المستجد كسبب للمرض التنفسي الذي أصاب مجموعة من الأشخاص في مدينة ووهان، مقاطعة خوبي، الصين، إذ أُبلغ عنهم إلى منظمة الصحة العالمية في 31 ديسمبر 2019. كانت نسبة الوفيات بين الحالات المُشخصة بكوفيد-19 أقل بكثير من جائحة فيروس سارس في عام 2003، لكن انتقال العدوى كان أكبر، والوفيات أيضًا.

## الجدول الزمني
أعلن كبير الأطباء للطب البشري في ساسكاتشوان ثاقب شهاب عن أول حالة افتراضية في المقاطعة في 12 مارس، وهو شخص في الستينيات من عمره عاد مؤخرًا من مصر، وتم اختباره في 9 مارس، وكان في عزلة ذاتية في منزله. وبحلول 16 مارس، ارتفع عدد الحالات المفترضة في المقاطعة إلى سبع. في 17 مارس، تم الإبلاغ عن حالة جديدة. في نفس اليوم، أوصت كلية جراحي الأسنان في ساسكاتشوان بأن أولئك الذين حضروا مؤتمر باسيفيك لطب الأسنان لعام 2020 في فانكوفر للعزل الذاتي بعد العديد من الحالات، بما في ذلك ارتبطت حالتان في ساسكاتشوان بهذا الحدث.
في 18 مارس، تم الإبلاغ عن 8 حالات جديدة. في 19 مارس، تم الإبلاغ عن أربع حالات جديدة، مما رفع إجمالي الحالات في المقاطعة إلى 20. في 20 مارس، تم الإبلاغ عن ست حالات جديدة، وتم تأكيد 8 حالات. في 21 مارس 2020، تم الإبلاغ عن 18 حالة جديدة،  بما في ذلك 11 عاملاً في مجال الرعاية الصحية حضروا لدى نقيب الأطباء في نادي الكيرلنج في إدمنتون في أسبوع 11 مارس. في 22 مارس، تم الإبلاغ عن 8 حالات أخرى.
في 23 مارس، تم الإبلاغ عن 14 حالة جديدة، ولا تزال حالة واحدة فقط مشتبهة. في 24 مارس، تم الإبلاغ عن ست حالات جديدة مؤكدة، بلغ مجموعها 72 حالة مؤكدة. وهذا يشمل أربع حالات يعتقد أنها ربما تكون نتيجة المخالطة في المجتمع، بانتظار تحقيق كامل. تم الإعلان عن 14 حالة جديدة أخرى في 25 مارس. في 26 و 27 مارس، تم الإبلاغ عن 9 حالات جديدة لكل منها.
في 28 مارس، أعلنت ساسكاتشوان أكبر زيادة في اليوم الواحد في الحالات، عند 30. خاصة في شمال ووسط ساسكاتشوان، يُعزى الارتفاع إلى 18 حالة تتعلق بحاضرين في مسيرة ثلجية في كريستوفر ليك في 14 مارس. أعلنت هيئة الصحة ساسكاتشوان (SHA) مبدئيًا عن حالتين إيجابيتين (بما في ذلك مشارك وخادم في عشاء مرتبط) في 25 مارس، ونصحت بالعزل الذاتي لأي شخص حضر.
في 30 مارس، ارتفع عدد الحالات المؤكدة إلى 176، وأبلغت ساسكاتشوان عن أول حالات وفاة بسبب COVID-19. كانتا حالتين في السبعينات من العمر وكانا من أجزاء منفصلة من المقاطعة.
بحلول 6 أبريل، كان لدى ساسكاتشوان 253 حالة و 81 حالة خروج. لأول مرة تجاوز عدد حالات الشفاء الجديدة (14) عدد الحالات الجديدة (4). تم الإعلان عن سبع حالات جديدة وشفاء في اليوم التالي. استمر العدد الإجمالي للإصابات في الارتفاع، حيث وصل إلى 289 في 11 أبريل، على الرغم من انخفاض الحالات التي تخضع للعلاج إلى 138 - انخفض للمرة الأولى أقل من عدد حالات الشفاء (التي ارتفعت إلى 147).
في 13 أبريل، أبلغت ساسكاتشوان عن 14 حالة شفاء وحالتين جديدتين (إجمالي 300). في اليوم التالي، تم الإبلاغ عن حالة واحدة جديدة فقط، وتسعة حالات شفاء جديدة.

## اجراءات حكومة المقاطعة
أشار رئيس الوزراء سكوت مو في 12 مارس، إلى مخاوف من احتمال تفشي المرض في الإقليم، لذلك فإنه لن يتابع انتخابات مقاطعة سريعة. من المقرر إجراء الانتخابات العامة المقبلة في ساسكاتشوان في 26 أكتوبر 2020.
في 13 مارس 2020، بعد الحالة المشتبهة الثانية في المقاطعة، أعلنت حكومة ساسكاتشوان فرض قيود على تجمعات أكثر من 250 شخصًا في الأماكن المغلقة المجاورة، بالإضافة إلى تجمعات لأكثر من 50 شخصًا إذا كانوا يشملون أشخاصا سافروا مؤخرًا دوليًا. يسمح باستثناءات لمحلات البيع بالتجزئة. تمت إزالة استثناء للمنظمات الدينية في 16 مارس. خفضت الحكومة بشكل حاد السفر بين المقاطعات والدولية من قبل أي من موظفي المقاطعات في الأعمال الحكومية. كما نصت على أن موظفي المقاطعات الذين سافروا إلى خارج البلاد، سواء كانوا في رحلة عمل حكومية أو سفرًا شخصيًا، يجب أن يعزلوا أنفسهم لمدة 14 يومًا عند عودتهم.
في 17 مارس 2020، أعلنت الحكومة أنها كانت تؤخر تقديم ميزانية المقاطعة، لأن توقعات الإيرادات الحكومية التي تقوم عليها لم تعد موثوقة، في ضوء الوضع الحالي. ستعلن الحكومة عن الإنفاق المخطط له، بما في ذلك الإنفاق على قطاع الرعاية الصحية، والذي سيشهد زيادة في التمويل. وفي اليوم نفسه، أقرت الهيئة التشريعية تعديلات لقانون العمل الإقليمي، لتوفير الأمن الوظيفي غير المدفوع للموظفين خلال الوباء. تم تمرير التعديلات بدعم من الطرفين. في اليوم التالي، رفعت الهيئة التشريعية جلستها الربيعية، بموافقة المعارضة.

### حالة الطوارئ
أعلنت ساسكاتشوان حالة الطوارئ في 18 مارس، والتي تضمنت حظر جميع التجمعات لـ 50 شخصًا أو أكثر، وتقييد عمل المطاعم وأماكن مماثلة بحد أقصى 50 أو نصف طاقتها العادية (أيهما أقل)، وإغلاق إلزامي لجميع المراكز الرياضية، والكازينوهات، وقاعات البنغو، وتحويل جميع الدوائر الحكومية الإقليمية وشركات التاج إلى العمل عن بعد في 23 مارس، وتخويل هيئة الصحة في ساسكاتشوان «لإعادة نشر الممرضات والموظفين الآخرين وضمان توافر الإمدادات الطبية ومعدات الحماية الشخصية عند الحاجة وتقليل خطر التعرض لمزيد من مقدمي الرعاية والمرضى لدينا»، وتقديم المشورة ضد السفر غير الضروري خارج المحافظة.
في 20 مارس / آذار، وقع رئيس الوزراء مو على أمر يسمح بتنفيذ الأوامر الصادرة بموجب حالة الطوارئ، سواء من قبل الحكومة أو المسؤول الطبي، بموجب قانون المقاطعة. وقد مُنحت وكالات تنفيذ القانون، بما في ذلك الشرطة الملكية الكندية، سلطة إنفاذ هذه التدابير بموجب عقوبات الغرامات أو الاعتقال. أعلنت الحكومة بعد ذلك أن السكان العائدين من أي سفر دولي، أولئك الذين ثبتت إصابتهم بنتيجة إيجابية،  والذين تم تحديدهم على أنهم مخالطين لشخص تم اختباره، سيكونون مطالبين بموجب القانون بالعزل الذاتي لمدة 14 يومًا، مع أولئك الذين اخترقوا الحجر الصحي يخضع لغرامة 2000 دولار. تم إعفاء المسافرين الأساسيين مثل أطقم العمل وعمال النقل والعاملين في مجال الرعاية الصحية. وأشار رئيس الوزراء مو إلى المخاوف بشأن أولئك الذين لا يتبعون توصيات العزلة الذاتية السابقة كمبرر للتدبير القانوني؛  الواقع، في 6 أبريل، تلقى شخص مصاب بـ COVID-19 خرق أمر العزل الإلزامي الذاتي الغرامة الأولى بموجب الإجراء القانوني الجديد، الصادر عن دائرة شرطة ريجنيا.
صفكما تم الإعلان عن قيود إضافية في 20 مارس، لتكون سارية في 23 مارس. تم تقييد جميع المطاعم والحانات والنوادي الليلية لخدمة الطلبات الخارجية فقط (يمكن للبارات والنوادي الليلية القيام بذلك فقط إذا كان العملاء قادرين على الحفاظ على مسافة 2 متر من بعضهم البعض). تم إغلاق جميع المعارض الفنية والمتاحف وغيرها من مرافق الترفيه والتسلية والخدمات الشخصية، وتم تقييد أنواع معينة من العيادات الطبية (مقومين العظام وأطباء الأسنان وفاحصي النظر وأطباء الأطفال والمعالجين المسجلين) على المواعيد غير الاختيارية فقط. تم حظر جميع التجمعات المكونة من 25 شخصًا أو أكثر ما لم يكن جميع المستفيدين قادرين على الحفاظ على مسافة 2 متر من بعضهم البعض.
في 25 مارس، قامت ولاية ساسكاتشوان بإغلاق الشركات غير الضرورية للجمهور اعتبارًا من 26 مارس. تشمل الأمثلة على «خدمات الأعمال غير المسموح بها»، على سبيل المثال لا الحصر، متاجر قطع الغيار لمركبات الدفع الرباعي والقوارب وعربات الثلج، والملابس، والأحذية، والإكسسوارات، ومتاجر المجوهرات، والإلكترونيات، والترفيه، ومتاجر الألعاب، ومحلات الزهور، والكتب، والهدايا، والقرطاسية المتاجر، متاجر الأدوات الرياضية، البيدق محلات ووكالات السفر. يجب أن تقتصر جميع التجمعات على 10 أشخاص.
في 1 أبريل، تم تمديد حالة الطوارئ حتى 15 أبريل. وفي 15 أبريل، تم تمديد حالة الطوارئ حتى 29 أبريل.

### إمكانية التخلص التدريجي من القيود الاقتصادية
في 13 أبريل، وسط عدد الحالات الجديدة التي تتجه نحو الانخفاض، أعلن رئيس الوزراء أنه سيبدأ مشاورات مع كبير الموظفين الطبيين بشأن خطط استعادة التجارة والخدمات الطبيعية تدريجيًا، مع خطط لنشر المزيد من المعلومات في وقت مبكر من الأسبوع المقبل إذا كانت الحالات الجديدة في ساسكاتشوان لا تزال ثابتة. وحذر من أن هذه الاقتراحات ستعتمد على «خطة قوية وشاملة وتتبع الاتصال»، وأنه يجب القيام بذلك بطريقة حذرة، حيث «لا يوجد مفتاح سحري يمكننا قلبه بحيث يعيد كل شيء إلى طبيعته بين عشية وضحاها»، و«قد لا نتمكن من التحرك في بعض المناطق لعدد من الأشهر، أو حتى نحصل على لقاح»، حيث أن المقاطعة«تفشى مرة واحدة وفقط من مقاطعة خرجت هذه الأرقام». اعتبرت تريسي زامبوري، رئيسة اتحاد الممرضات في ساسكاتشوان، أن اقتراح مو سابق لأوانه، بحجة أنه يمكن أن يشجع السكان على التوقف عن ممارسة الإبعاد الاجتماعي أو البقاء في المنزل، مما قد يؤدي إلى تجدد الانتشار.
مفي 15 أبريل، وجه رئيس الوزراء جاستن ترودو تحذيرات بشأن الموضوع خلال خطابه اليومي، بحجة أن الأمر سيستغرق «عدة أسابيع أخرى» للوصول إلى نقطة حيث يمكن للحكومات التفكير بأمان في تخفيف قيودها، وحذر من أنه «إذا أعيد فتحنا قريبًا جدًا ، كل ما نقوم به الآن قد يكون بلا مقابل». وفي وقت لاحق من ذلك اليوم ، أوضح مو أن القيود المفروضة على التجمعات العامة ، وزيارة مرافق الرعاية الطويلة الأجل ، والعزل الإلزامي للذات بعد السفر الدولي ، وإعاقة السفر غير الضروري ، ستظل سارية «في المستقبل المنظور». حتى مع العدد الأصغر من الحالات ، حذر مو السكان من أنه «يجب ألا يكونوا راضين»، وبذلك أعلن أن حالة الطوارئ ستمدد لمدة 14 يومًا إضافيًا.

### إغلاق المدرسة
قامت جامعة ريجينا وجامعة ساسكاتشوان بتعليق الدروس للطلاب في 16 مارس ، وتحولت إلى الدروس عبر الإنترنت للفترة المتبقية من الفصل الدراسي.
في 16 مارس ، أعلنت المحافظة أن جميع المدارس الحكومية «ستنتهي» خلال الأسبوع وستغلق إلى أجل غير مسمى في 20 مارس. سيتم إصدار الدرجات النهائية بناءً على التقدم الحالي ، وسيتمكن طلاب الصف الثاني عشر المؤهلين من التخرج. تم تحديد ساحات الرعاية النهارية بـ 8 أطفال لكل معلم.

### الفحوصات
بعد الحاجة في البداية لإرسالهم خارج المقاطعة إلى وينيبيغ، بدأ مختبر روي رومانو الإقليمي في ريجينا في وقت لاحق في معالجة اختبارات COVID-19 في المقاطعة. في 9 أبريل ، تم الإعلان عن أن المختبر قام بمعالجة أكثر من 1000 فحص في 24 ساعة. في 13 أبريل ، أعلن الرئيس مو أن المقاطعة قد بدأت في نشر حوالي اثني عشرة مختبر متنقل ، بدءًا من Meadow Lake وPrince Albert ، للسماح بمعالجة الاختبارات في الموقع في حوالي أربع ساعات. وذكر مو أن المقاطعة تهدف إلى إجراء 1500 فحص يوميًا بحلول نهاية أبريل.
بعد موافقة وزارة الصحة الكندية ، اشترت المقاطعة مجموعات اختبار سريع جديدة من قبل Spartan Bioscience في أوتاوا.
وذكر المسؤولون أن ساسكاتشوان خضعت لثاني أكبر كمية من الفحوصات التي أجريت للفرد بين جميع المقاطعات.

## الاستجابات المحلية
قبل الإعلان عن أول قضية افتراضية في ساسكاتشوان ، تم إلغاء جوائز جونو 2020 في ساسكاتون من قبل منظميها في 12 مارس.
في 18 مارس ، تم إغلاق متجر سانجستر الصحي في مرتفعات لوسون ، ساسكاتون بعد عدة زيارات قامت بها أحد العميلات الذي ذكر أنها عادت مؤخرًا من السفر الدولي من هاواي، وأن العديد من الركاب على متن الطائرة شعروا بالمرض. انتقدت صاحبة المتجر المحلية العميل لكسر الحجر الصحي الموصى به ، على الرغم من أنها لم تظهر عليها أي أعراض.
في 20 مارس ، علقت Regina Transit و Saskatoon Transit الأسعار لجميع خدمات الحافلات ، ولكن مع خدمة مخفضة.
في أوائل أبريل ، أفادت مطاعم كندا عن فقدان 25000 وظيفة في المطاعم في ساسكاتشوان منذ 1 مارس. وذكرت أيضًا أن ما يقرب من 10 ٪ من المطاعم في كندا قد أغلقت بشكل دائم ، وقدرت أن 18 ٪ أخرى ستغلق إذا لم يتغير الوضع في غضون شهر. أعرب مشغلو المطاعم المحلية عن مخاوفهم بشأن ما إذا كان سيتمكنون من إعادة فتحها.
في أبريل ، شهد متجر كندي حقيقي كبير في ريجينا ،  بالإضافة إلى موقعين لشركة ماكدونالدز في ريجينا  وساسكاتون  على التوالي ، عمليات إغلاق مؤقتة للتنظيف والتطهير بعد اختبار الموظفين إيجابيًا.

### أوامر البلدية بتدابير مخالفة للتدابير الإقليمية
أعلنت الحكومتان المحليتان في غرافيلبورغ وريجينا حالة الطوارئ الخاصة بهما مع قيود أكثر صرامة من تلك التي تفرضها المقاطعة. أعلنت Regina عن عزمها حظر جميع الاجتماعات العامة التي يزيد عدد أفرادها عن 5 أشخاص أو أكثر (خارج المنزل أو أماكن العمل أو كجزء من الخدمات الأساسية)، وطلب إغلاق متاجر البيع بالتجزئة في فئات محددة للتسوق الشخصي (بما في ذلك الملابس والأثاث والألعاب والسلع الرياضية والألعاب) اعتبارًا من 23 آذار (مارس). أمر Gravelbourg بالمثل بإغلاق جميع الأنشطة التجارية للجمهور لمدة 14 يومًا (سيظل التسليم والاستلام من جانب الطريق مسموحًا به ، وكانت هناك متطلبات تشغيل خاصة مخطط لها لمتجر Co-op المحلي)، وأنه لا يمكن أن يكون هناك سوى خمسة موظفين بحد أقصى في مبنى في أي وقت. جادل عمدة ريجينا مايكل فوجير بأن القيود الأولية لساسكاتشوان لم تكن صارمة بما فيه الكفاية ، بحجة أن اجتماعات 50 شخصًا كانت كبيرة جدً، ا لتجنب انتقال المجتمع المحتمل ، وأنه كان يجب أن تأمر المطاعم والحانات بالإغلاق بدلاً من الحد من السعة.
في 22 مارس / آذار ، ذكرت المقاطعة أنها ستتخذ خطوات لضمان أن تحتفظ إجراءات الطوارئ الخاصة بها بالأسبقية على أوامر البلدية التي تتضمن «شروط مخالفة». أوضح وزير العلاقات الحكومية لوري كار أنه «خلال هذا الوقت من عدم اليقين الشديد ، من الأهمية القصوى أن نقدم الأمان لسكان ساسكاتشوان وبذل قصارى جهدنا للحد من الارتباك»، وأشار إلى محاولات ريجينا لإغلاق متاجر البيع بالتجزئة كمثال على تقييد حيث تكون الأولوية لقرارات المقاطعات.

## التوزيع الإقليمي
يلخص الجدول التالي عدد الأشخاص المصابين بـ COVID-19 في ساسكاتشوان اعتبارًا من 17 أبريل 2020 .
| منطقة               | الحالات | الاستشفاء  | الاستشفاء            | تعافى | الوفيات |
| منطقة               | الحالات | مريض داخلي | وحدة العناية المركزة | تعافى | الوفيات |
| ------------------- | ------- | ---------- | -------------------- | ----- | ------- |
| Far North           | 8       | 0          | 0                    | 2     | 0       |
| North               | 58      | 0          | 0                    | 50    | 1       |
| Central             | 10      | 0          | 0                    | 7     | 1       |
| Saskatoon           | 147     | 2          | 0                    | 106   | 1       |
| South               | 15      | 0          | 0                    | 13    | 0       |
| Regina              | 69      | 3          | 1                    | 50    | 1       |
| Total               | 307     | 5          | 1                    | 228   | 4       |
| 1. 2. </references> |         |            |                      |       |         |

| يتم تعريف المناطق على النحو التالي: أقصى الشمال المنطقة التي تديرها هيئة الصحة Athabasca ، والمناطق الصحية السابقة Keewatin Yatthé و Mamawetan Churchill River. شمال مناطق البراري الشمالية السابقة ، والأمير ألبرت باركلاند ، ومناطق كيلسي تريل الصحية. وسط المناطق الصحية السابقة Heartland و Sunrise. ساسكاتون منطقة ساسكاتون الصحية السابقة. جنوب مناطق السرو السابقة ، وخمس تلال ، وصحة الشمس القطرية. ريجينا منطقة Regina Qu'Appelle الصحية السابقة. |